# Beg iz zapora
Beg iz zapora (izvirno Prison Break) je ameriška nadaljevanka, ki jo je Fox Broadcasting Company premierno prikazal 29. avgusta 2005. Zgodba govori o človeku, ki je obsojen na smrt za zločin, ki ga ni storil, ter o prizadevanjih njegovega brata, da ga reši. Serijo je produciral Paul Scheuring. Zadnji del serije je bil predvajan  15. maja 2009.
Serijo je v Sloveniji predvajal POP TV. Zadnja 4. sezona je na spored prišla v ponedeljek, 9. maja 2011 in se končala v četrtek, 16. junija 2011.

## Igralska zasedba
- Dominic Purcell kot Lincoln Burrows
- Wentworth Miller kot Michael Scofield
- Peter Stormare kot John Abruzzi
- Robin Tunney kot Veronica Donovan
- Amaury Nolasco kot Fernando Sucre
- Marshall Allman kot Lincoln »L.J.« Burrows, Jr.
- Wade Williams kot Brad Bellick
- Paul Adelstein kot agent Paul Kellerman
- Robert Knepper kot Theodore »T-Bag« Bagwell
- Rockmond Dunbar kot Benjamin Miles »C-Note« Franklin
- Sarah Wayne Callies kot dr. Sara Tancredi
- William Fichtner kot Alexander Mahone
- Chris Vance kot James Whistler
- Robert Wisdom kot Lechero
- Danay Garcia kot Sofia Lugo
- Jodi Lyn O'Keefe kot Gretchen Morgan
- Michael Rapaport kot Don Self

## Pomembnejše nagrade in priznanja
- Nominacija za emmy (2006 - najboljša naslovna skladba v uvodni špici)
- Nominaciji za zlati globus (2005 - najboljši igralec v dramski seriji - Wentworth Miller; najboljša dramska serija)
- Nominaciji za nagrado saturn (2005 - najboljša serija; najboljši igralec na televiziji - Wentworth Miller)
- Nominacija za nagrado satellite (2006 - najboljši stranski igralec v seriji, miniseriji ali TV-filmu - Robert Knepper)